# Vasilios Petrakos
Vasilios Petrakos (griechisch Βασίλειος Πετράκος, oft Basileios Petrakos transkribiert') (* 7. Oktober 1932 in Piräus) ist ein griechischer Klassischer Archäologe.

## Leben
Vasilios Petrakos studierte von 1951 bis 1956 an der Universität Athen, 1963 bis 1965 konnte er seine Studien an den Universitäten in Lyon und Paris vertiefen. Thema seiner Dissertation waren die Inschriften von Oropos. Während seiner Karriere war er Ephoros der Altertümer (etwa vergleichbar dem deutschen Landesarchäologen) in der nördlichen Ägäis (1965–1969), Delphi (1969–1973), Patras (1973–1974), am Archäologischen Nationalmuseum Athen (1974–1976) und in Attika (1976–1994). Petrakos wurde mit dem Ehrentitel Ephoros der Altertümer h.c. ausgezeichnet. Er ist seit 1988 Generalsekretär der Archäologischen Gesellschaft in Athen.
Seine wichtigsten Forschungen beschäftigten sich mit dem attischen Demos Rhamnous sowie Oropos und dem Amphiareion von Oropos. Daneben beschäftigte er sich mit den Inschriften aus Oropos und Mytilene, der Geschichte der Archäologie in Griechenland und archäologischen Rechtsproblemen.
Seit 1996 ist er korrespondierendes Mitglied der Académie des inscriptions et belles-lettres, seit 2000 Mitglied der Akademie von Athen.

## Schriften (Auswahl)
- Ο Ωρωπός και το ιερόν του Αμφιαράου („Oropos und das Heiligtum des Amphiareios“). Athen 1968.
- Δοκίμιο για την αρχαιολογική νομοθεσία („Entwurf zur archäologischen Gesetzgebung“). Athen 1982.
- Ἡ ἐν Ἀθήναις Ἀρχαιολογικὴ Ἑταιρεία. Ἡ ἱστορία τῶν 150 χρόνων της 1837–1987 („Geschichte der Archäologischen Gesellschaft in Athen. Die Geschichte der 150 Jahre 1837–1987“). Athen 1987 (Digitalisat; PDF, 49,1 MB).
- Τα αρχαία της Ελλάδος κατά τον πόλεμο 1940–1944 („Das Schicksal der griechischen Kulturschätze während der deutschen Besatzungszeit im 2. Weltkrieg.“) Athen 1994, ISBN 978-960-7036-44-5 (Auszüge in deutscher Übersetzung).
- Οι Επιγραφές του Ωρωπού. Athen 1997.
- Ο Δήμος του Ραμνούντος: σύνοψη των ανασκαφών και των ερευνών (1813–1998). 2 Bände, Η εν Αθήναις Αρχαιολογική Εταιρεία, Athen 1999, ISBN 960-8145-01-5.
- Ο Δήμος του Ραμνούντος.
  - Band 3: Το φρούριο. Η εν Αθήναις Αρχαιολογική Εταιρεία, Athen 2020, ISBN 978-618-5047-47-4.
  - Band 4: Το Νεμεσιον. Η εν Αθήναις Αρχαιολογική Εταιρεία, Athen 2020, ISBN 978-618-5047-48-1.
  - Band 5: Τα νομίσματα, οι λύχνοι, τα γλυπτά. Η εν Αθήναις Αρχαιολογική Εταιρεία, Athen 2020, ISBN 978-618-5047-49-8.
  - Band 6: Οι επιγραφές, τα χαράγματα, τα σταθμά, οι μαρτυρίες. Η εν Αθήναις Αρχαιολογική Εταιρεία, Athen 2020, ISBN 978-618-5047-50-4.
- Inscriptiones Graecae Megaridis, Oropiae, Boeotiae. Editio altera, Pars II: Oropus et ager Oropius. Fasciculus 1: Decreta, Tituli sacri, Catalogi, Dedicationes, Tituli artificum, Tituli honorarii (= Inscriptiones Graecae. Band 72,2,1). Walter de Gruyter, Berlin/Boston 2023, ISBN 978-3-11-079881-4.

archäologische Führer
- Delphi. Klio, Athen 1977.
- Nationalmuseum. Skulpturen – Vasen – Bronzen. Klio, Athen 1981.
- Das Amphiaraion von Oropos. Klio, Athen 1996, ISBN 960-7465-31-8.